# Мандри (журнал)
«МАНДРИ», також «MANDRY», «MANDRY.NAVIGATOR» — щомісячний український туристичний журнал. Видається в Києві з 2004 українською та англійською мовами. Шеф-редактор Володимир Ільченко, головний редактор Леся Москаленко.
Наклад — 25 000 (травень 2010). Періодичність — 10 номерів щороку. Передплатний індекс 90170.

## Історія
- Березень 2004 — вийшов перший номер журналу, який був презентований на міжнародній туристичній виставці UITT-2004.
- Липень 2004 — Початок співпраці з авіакомпанією UM Air. Журнал видається двома мовами — українською та англійською. 10 000 примірників журналу безкоштовно отримують пасажири на всіх рейсах і літаках авіакомпанії.
- Червень 2005 — МАНДРИ розповсюджуються в усіх ресторанах мережі «Козирна карта», найбільшої ресторанної мережі України.
- Грудень 2005 — МАНДРИ визнано найкращим спеціалізованим туристичним виданням України 2005 року.
- Серпень 2006 — МАНДРИ розповсюджуються в мережі ресторанів Carte Blanche.
- Грудень 2006 — МАНДРИ визнано найкращим спеціалізованим туристичним виданням України 2006 року.
- Січень 2007 — МАНДРИ почали виходити 10 разів на рік.
- Березень 2007 — Журнал з'явився в 13 ресторанах мережі «Мировая карта».

## Рубрики
- Репортаж (основний жанр журналу). Журналісти, фотографи, літературно обдаровані аматори і професійні мандрівники знайомлять читача з екзотичними країнами, діляться враженнями.
- Експедиція. Час від часу журнал організовує експедиції, наприклад для дослідження таємниці спалення трипільських будівель, пошуку золота гайдамаків чи перетину на яхті Чорного моря.
- Хіти сезону. МАНДРИ рекомендують читачам країни, які на думку редакції будуть найпопулярнішими в сезоні.
- Бюджет мандрівника. Журналісти редакції підраховують усі витрати, які чекають на туристів у мандрівці.
- Туристичний бізнес. Редакція відстежує статистику, аналізує ситуацію на туристичному ринку — кількість наших земляків, які побували у різних країнах, які кошти витрачаються за кордоном тощо.
- Інтерв'ю. МАНДРИ дізнаються у «зірок» — письменників, артистів, політиків, спортсменів — нюанси подорожей, смішні епізоди, страхи та мрії.